# 동키콩 컨트리 2
《동키콩 컨트리 2》는 레어가 개발하고 닌텐도가 배급한 1995년 플랫폼 게임이다. 《동키콩 컨트리》 시리즈의 두 번째 게임이자 《동키콩 컨트리 (1994)》의 후속작으로, 일본에서 1995년 11월 21일 처음 발매됐으며 북미 지역에서 같은해 12월 4일 출시됐다. 일본판 제목은 《슈퍼 동키콩 2: 디디 & 딕시》이다.
플레이어는 디디콩과 딕시콩을 조종하며 악당 킹 크루루가 납치한 동키콩을 구출하는 것이 게임의 목표이다. 게임의 무대는 크루루의 본진 크로커다일 섬으로, 8개 월드로 나뉜 총 52개의 레벨로 구성됐다.
출시 당시 《동키콩 컨트리 2》는 그래픽, 게임플레이 및 음악면에서 전폭적인 호평을 받았다. 상업적 성공을 기록해 슈퍼 패미컴에서 6번째로 가장 많이 팔린 게임이 됐다.
2004년에 게임보이 어드밴스로 이식판이 발매됐다. 1996년에 후속작 《동키콩 컨트리 3》가 발매됐다.

## 평가
| 통합 점수   | 통합 점수               |
| 통합사      | 점수                    |
| ----------- | ----------------------- |
| 게임랭킹스  | 90% (SNES) 81% (Wii)    |
| 메타크리틱  | 80% (GBA)               |
| 평론 점수   |                         |
| 평론사      | 점수                    |
| 올게임      | [ 4 ]                   |
| 유로게이머  | 8/10 (Wii)              |
| 게임 인포머 | 9.75/10                 |
| 게임스팟    | 8/10 (Wii) 8.3/10 (GBA) |
| IGN         | 8.8/10                  |
| Nintendojo  | 9.9/10                  |
| Cubed3      | 8/10                    |

| 수상                               | 수상                   |
| 평론사                             | 수상                   |
| ---------------------------------- | ---------------------- |
| IGN                                | Editors' Choice Award  |
| GamePro                            | Best SNES Game of 1995 |
| Video Software Dealers Association | Video Game of the Year |

## 참조

### 주해
1. ↑  영어 제목 《동키콩 컨트리 2: 디디의 콩 퀘스트》(영어: Donkey Kong Country 2: Diddy's Kong Quest). 부제는 '정복'을 뜻하는 콘퀘스트(conquest)를 콩퀘스트(Kong-Quest)로 치환해 '디디의 정복'으로 의미를 바꾼 말장난.
2. ↑  일본어: スーパードンキーコング2 ディクシー&ディディー, 영어: Super Donkey Kong 2: Dixie & Diddy